# Wörthi-tó
A Wörthi-tó (németül Wörthersee) Ausztria nagy tavainak egyike, a Karintiai-tóvidék legnagyobb kiterjedésű tava, mely a Klagenfurti-medencében helyezkedik el, a Karavankák hegyláncának tövében. Névadója Maria Wörth kis félszigetén elhelyezkedő zarándoktemplom.

## Története
Először írásban 883-ban említették  a Werd, a sziget nevet, s az elnevezést az indokolta, hogy Maria Wörth egészen a 13. századig valóban sziget volt, amelyet csak csónakkal, vagy hajóval lehetett megközelíteni. A Wörthi-tó és környéke egészen a 19. század végéig igen gyéren lakott terület volt. Csak a vasút megépítése hozott némi élénkülést 1870-ben. 
1853 nyarától nyaranta már működött a hajóforgalom Klagenfurt am Wörthersee és Velden am Wörther See között.

## Leírása
A tó egy jól körülhatárolt völgyben fekszik, vízét patakok, források táplálják, vízmennyisége állandóan 840 millió köbméter. Tengerszint feletti magassága 440 méter, hossza 16 km, szélessége átlagosan 1,6 km. Mélysége 84–85 m.
A Wörthi-tó Karintia tartományának egyik legnagyobb látványossága, talán a leglátogatottabb turistacentrum az országrészben.
Vize a legmelegebb valamennyi karintiai tó közül. Nyáron 20-28 fokos, télen viszont úgy befagy, hogy jégsportokat lehet rajta űzni. A legszebb kilátás a pyramidenkogeli kilátótoronyból nyílik a tóra. A tavat persze hajóval is be lehet járni.
A tó partján szinte mediterrán jellegű mikroklíma alakult ki, mely kedvelt fürdőparadicsommá teszi környékét. Vize legfelső rétege nagy mélysége ellenére is nyaranta felmelegszik és eléri a 28 °C-ot. Két végében két nagyobb település fekszik: Klagenfurt (Karintia tartományi központja) a Minimundus makettparkkal a parton és Velden, amely a kaszinójának köszönheti hírnevét.
További kisebb üdülőhelyek, amelyek a tó partján sorakoznak: Pörtschach, Krumpendorf, Maria Wörth.
A félsziget legmagasabb pontján álló, késő gótikus plébániatemplom még festőibbé teszi az erdős, szállodákkal, üdülőhelyekkel, sportpályákkal tarkított tópartot. A román stílusú Rózsafüzér-kápolna, avagy Téli templom egykori freskói figyelemre méltóak. A sok-sok hegyi monda közül egy, amely a Wörthi-tóról szól. Ennek a tónak a fenekén pihen például az a harang, amely a monda szerint, amikor a Maria Saal-i templom orgonáját eladták, magától leugrott a toronyból a habokba.

## Galéria

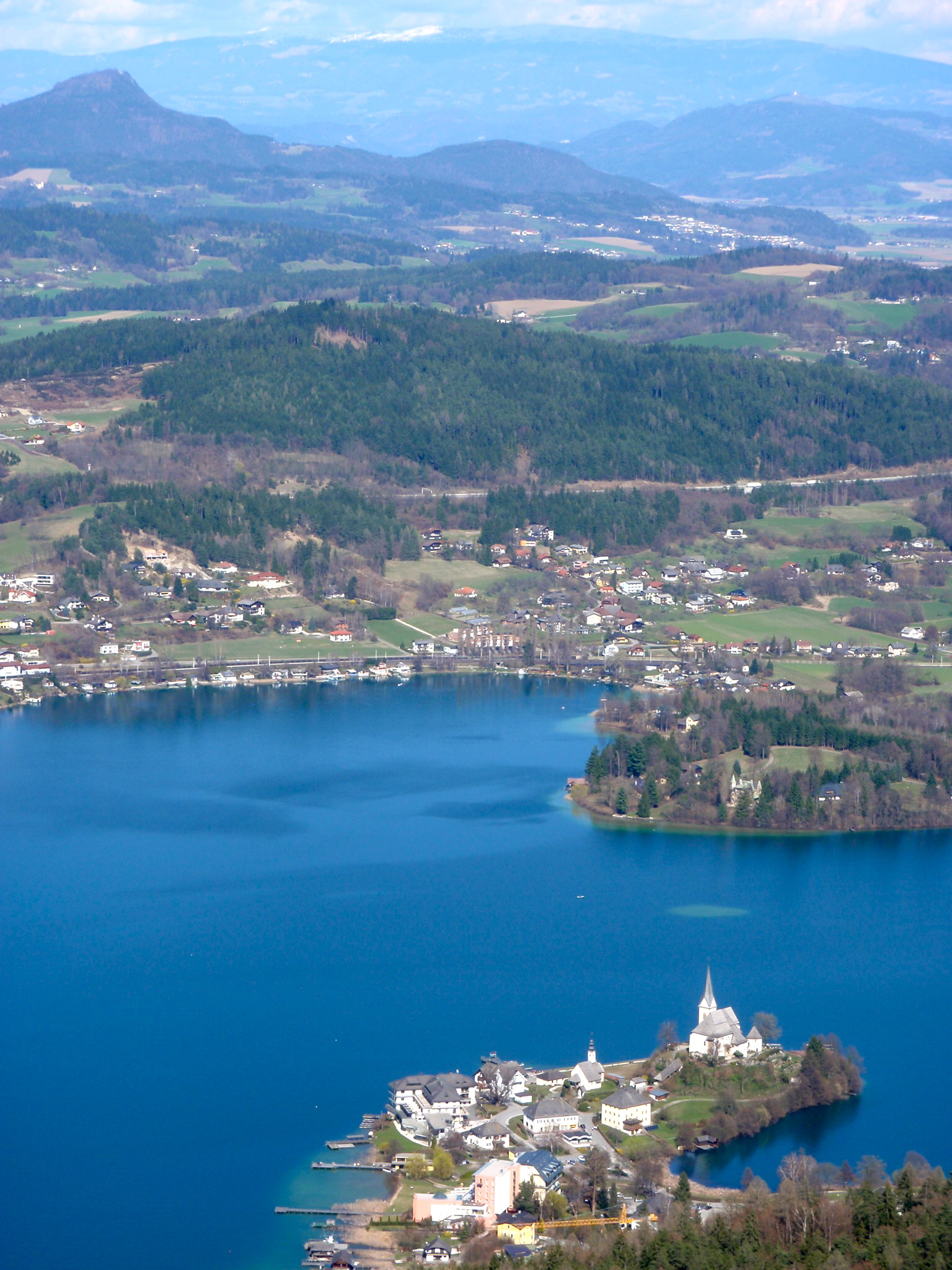
Wörthi-tó
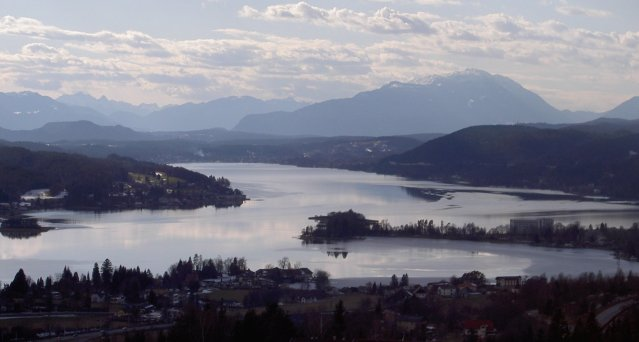
Wörthi-tó látképe
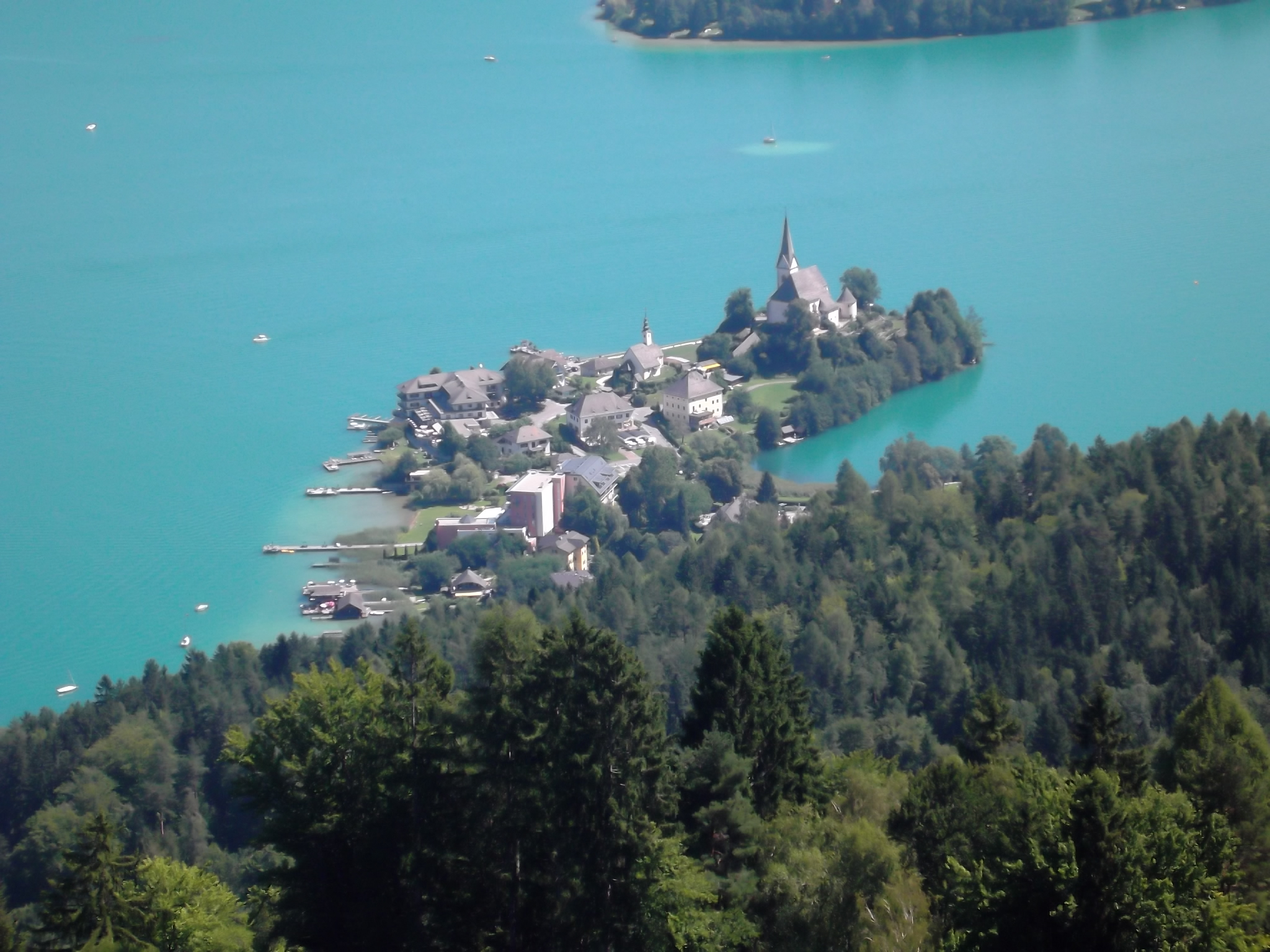
Maria Wörth
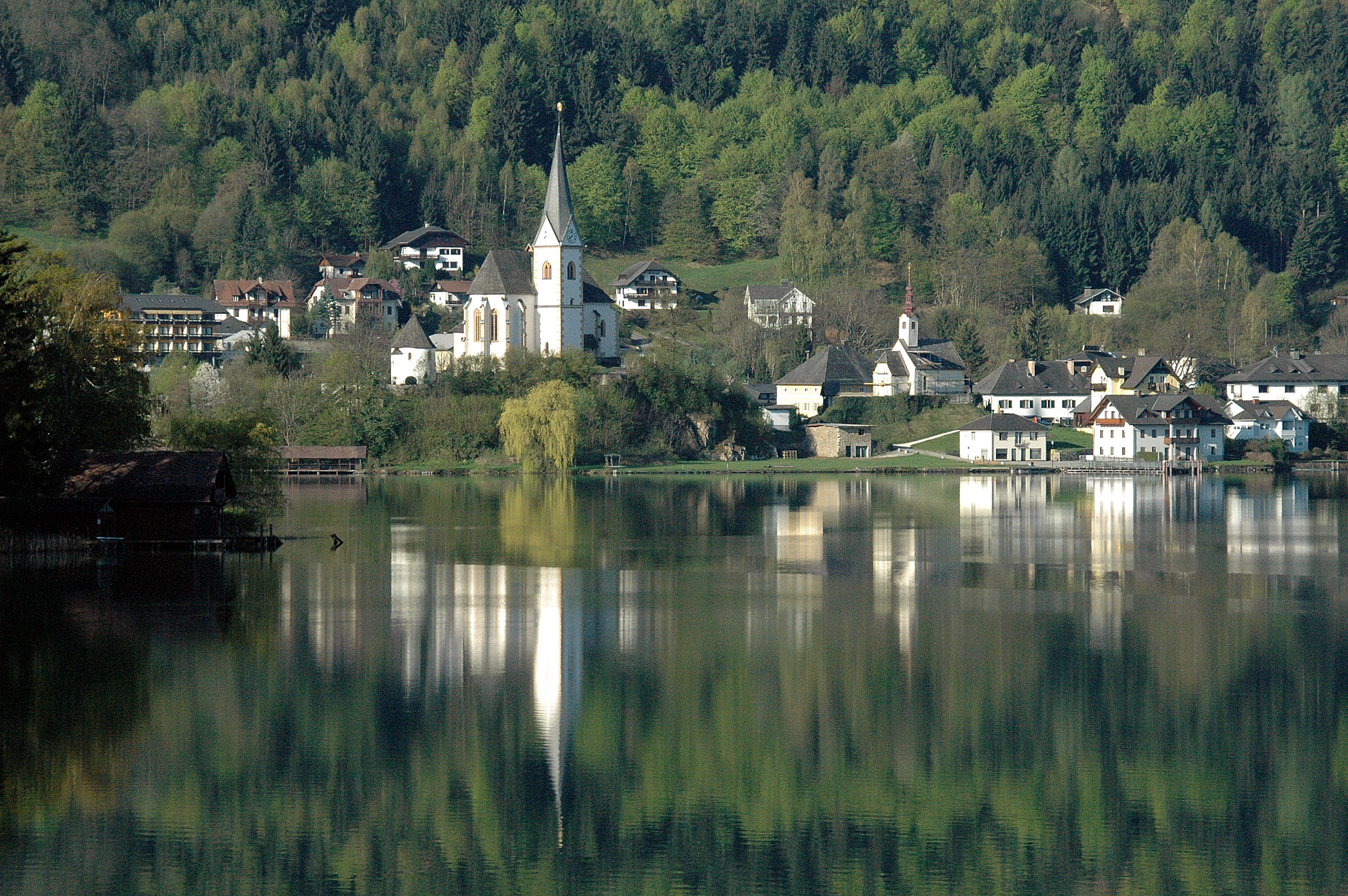
Maria Wörth
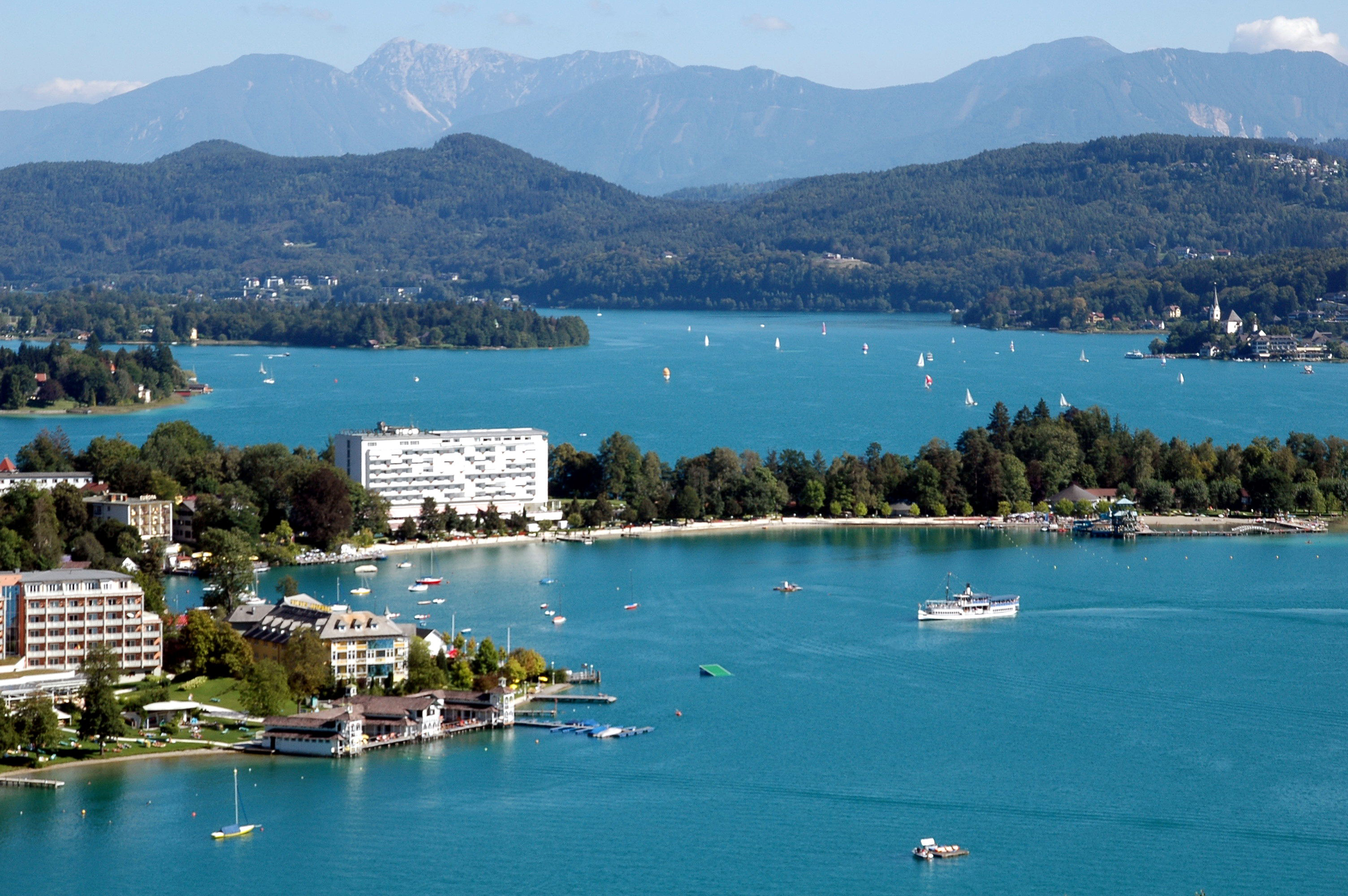
Pörtschach am Wörther See és Maria Wörth
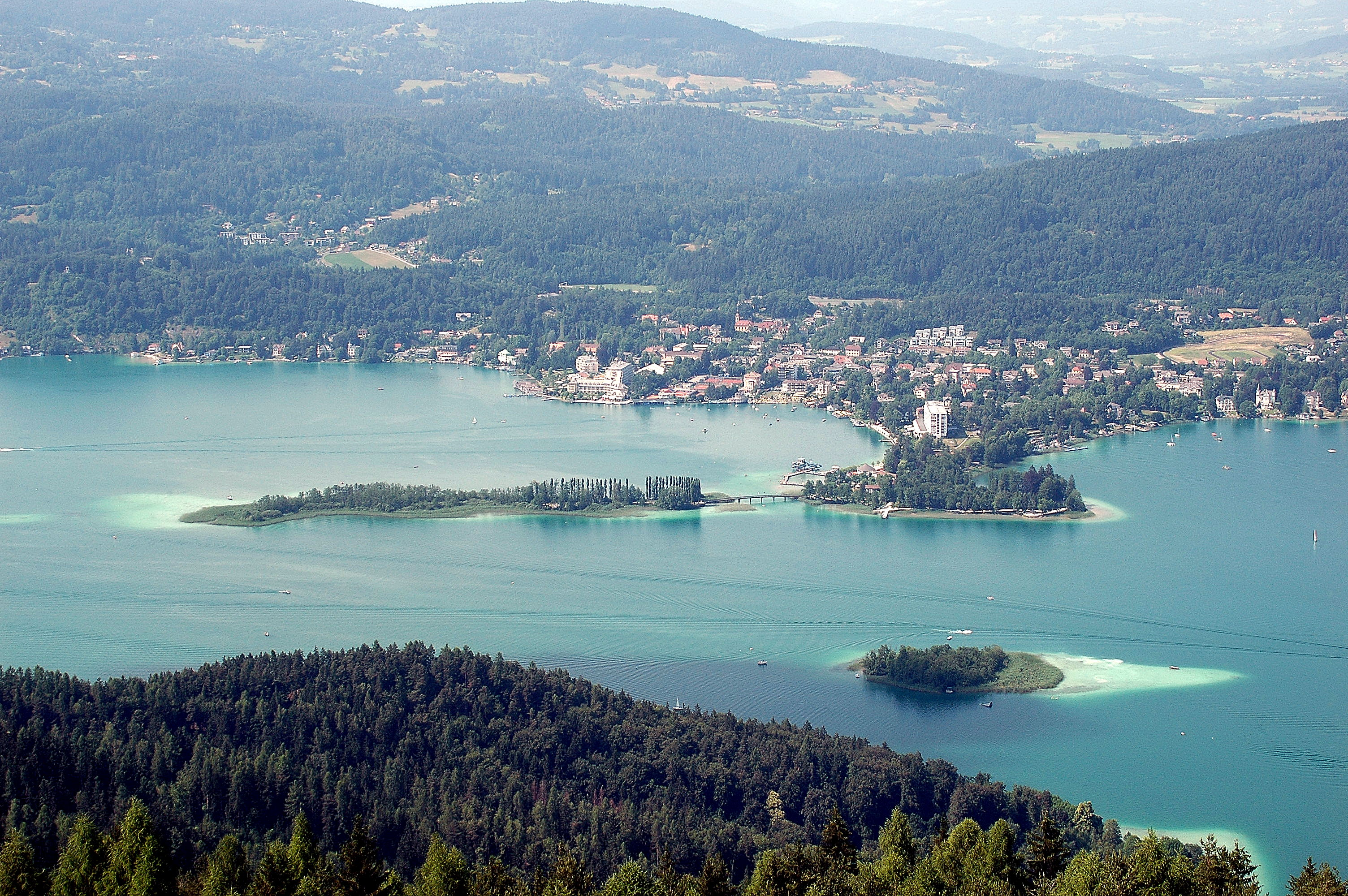
Poertschach látképe
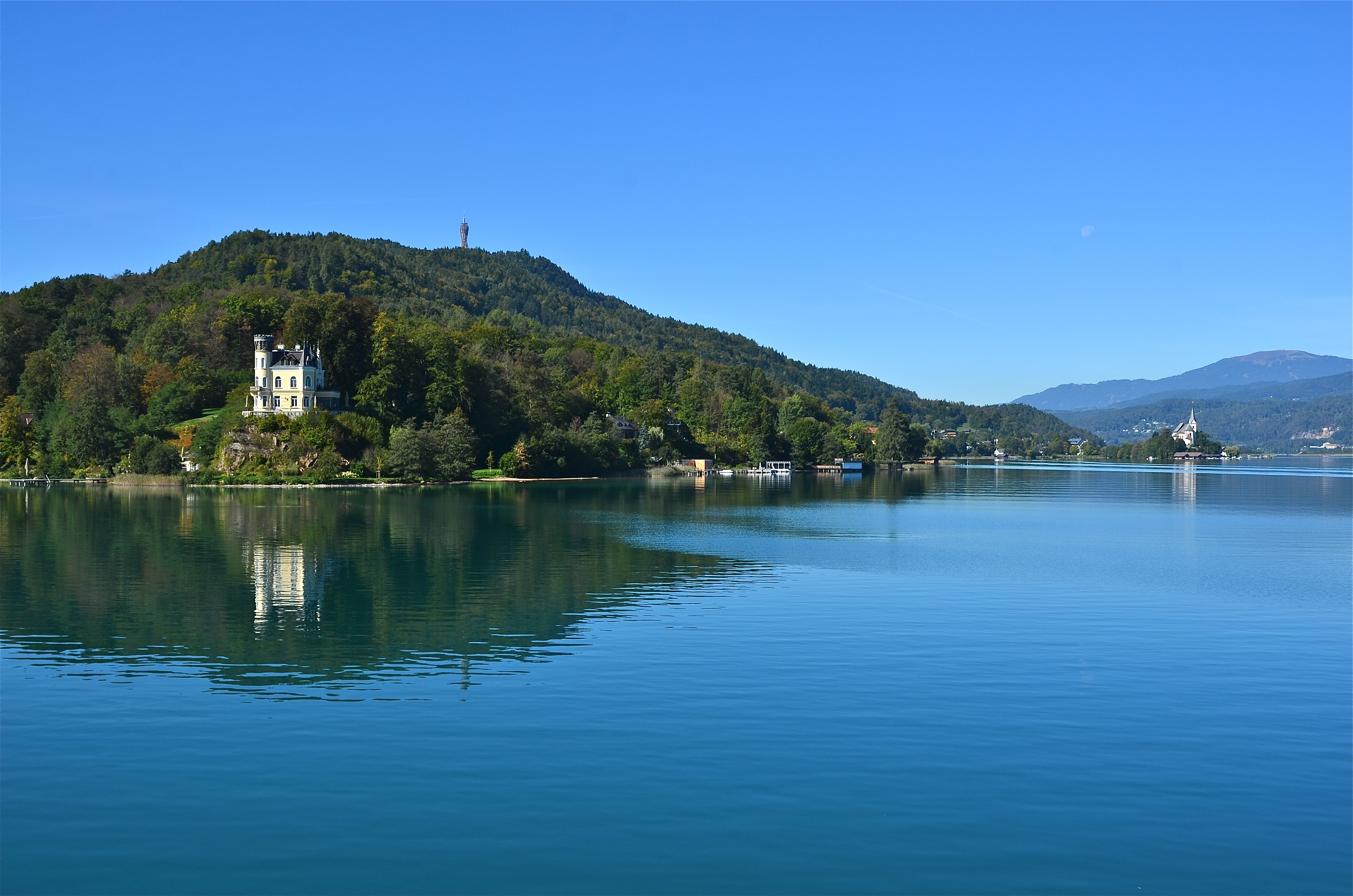
Maria Wörth, Reifnitz kastély
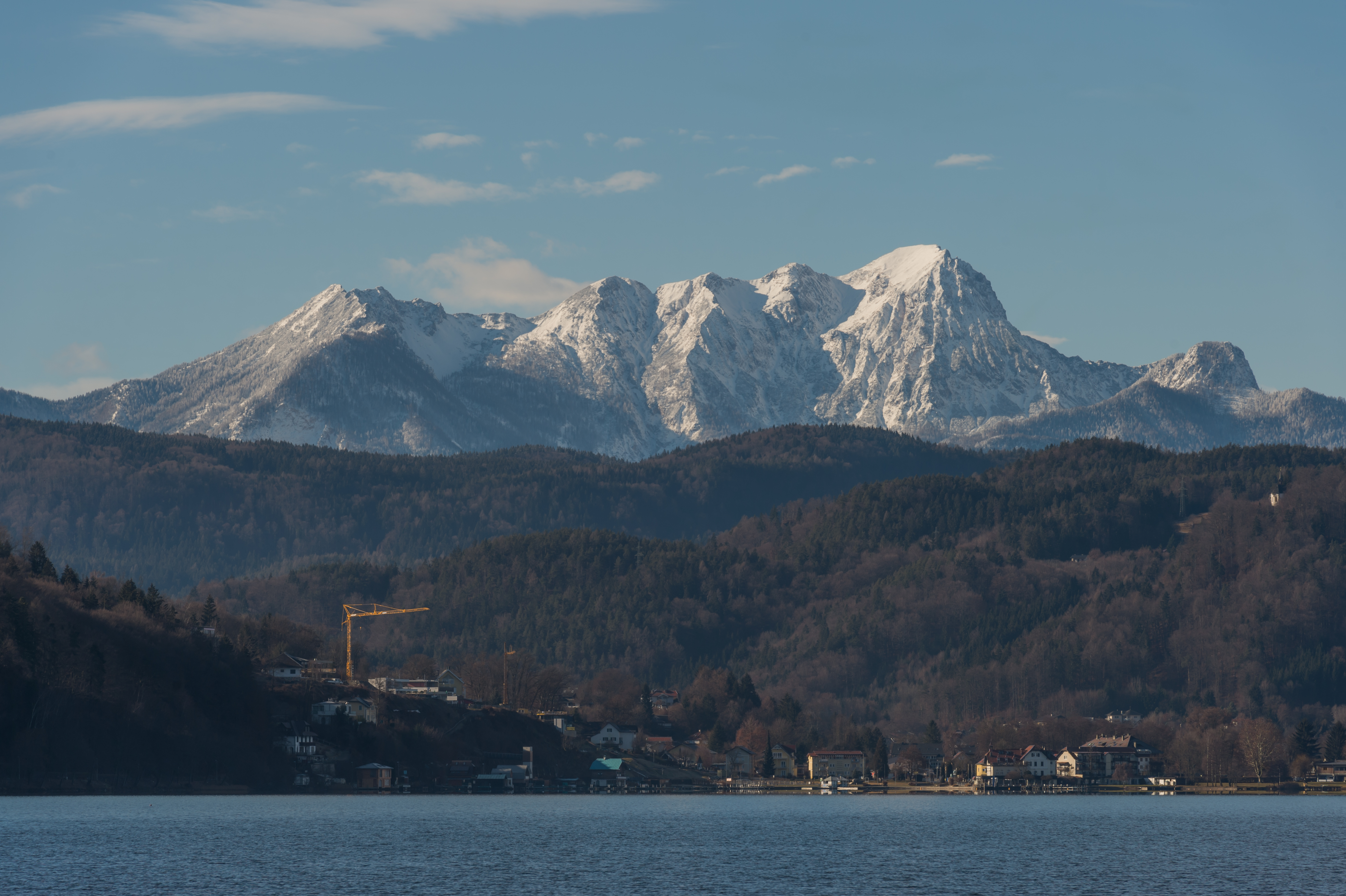
Látkép a környékre